# زنان در حکومت
- آنگلا مرکل، صدر اعظم آلمان
- شیخ حسینه، نخست وزیر بنگلادش
- جاسیندا آردرن، نخست‌وزیر نیوزیلند
- ارنا سولبرگ، نخست وزیر نروژ

- مته فردریکسن، Prime Minister of Denmark
- اینگریدا سیمونیت، Prime Minister of Lithuania
- کاترین یاکوبسدوتیر، نخست‌وزیر ایسلند
- سانا مارین، Prime Minister of Finland

- میا موتلی، Prime Minister of Barbados
- آنا برنابیچ، Prime Minister of Serbia
- کایا کالاس، نخست‌وزیر استونی

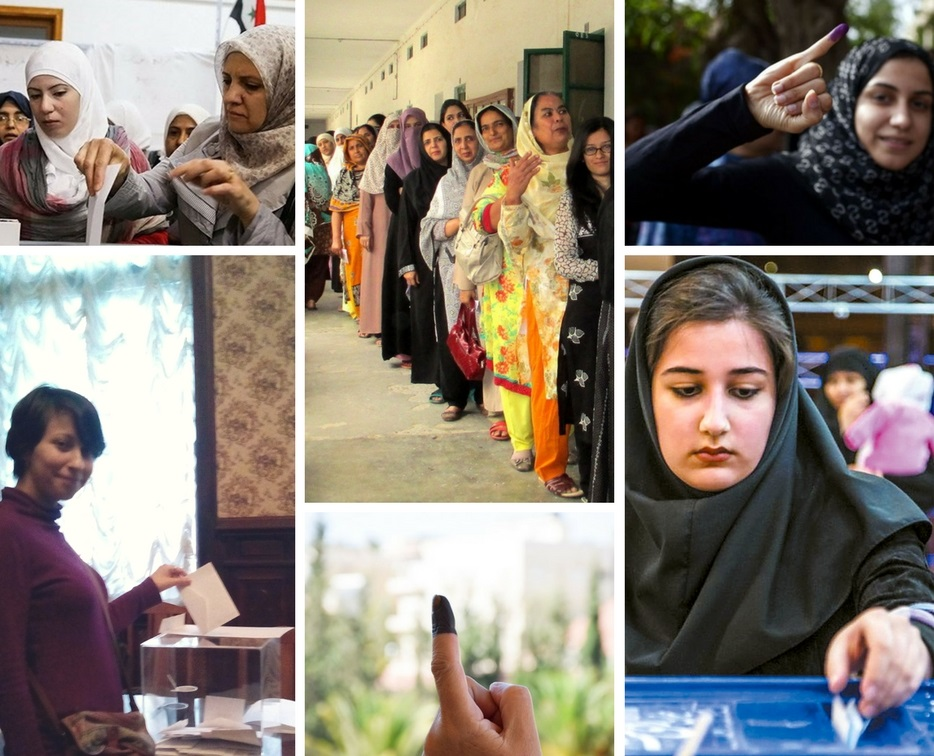
زنان رای‌دهنده مسلمان در دهه ۲۰۱۰ از کشورهای مختلف مانند الجزایر، سوریه، پاکستان، اردن، مصر و ایران.

زنان در حکومت به تاریخ، جمعیت و مشارکت زنان در ادارات عمومی اشاره می‌کنند. در بسیاری از کشورها، زنان در تلاش برای دستیابی به حقوق سیاسی و قدرت در دولت و نهادهای مختلف، از فرصت‌های ناکافی در مشارکت اجتماعی برخوردار بوده‌اند. این گرایش تاریخی همچنان پابرجاست، اگرچه زنان به‌طور فزاینده‌ای به عنوان رئیس حکومت و دولت انتخاب می‌شوند.
از اکتبر ۲۰۱۹، میزان مشارکت جهانی زنان در پارلمان‌های سطح ملی ۲۴٫۵ درصد است. در سال ۲۰۱۳ زنان ۸٪ از کل رهبران ملی و ۲٪ از کل پست‌های ریاست جمهوری را به خود اختصاص داده‌اند. علاوه بر این، ۷۵٪ از کل نخست وزیران و روسای جمهور زن در دو دهه گذشته کار خود را آغاز کرده‌اند.
زنان ممکن است با چالش‌های متعددی روبرو شوند که توانایی آنها در مشارکت در زندگی سیاسی و تبدیل شدن به رهبران سیاسی را تحت تأثیر قرار می‌دهد. چندین کشور در حال بررسی اقداماتی هستند که ممکن است مشارکت زنان در دولت را در همه سطوح، از محلی تا ملی افزایش دهد. با این حال، زنان بیشتری در حال حاضر موقعیت‌های رهبری را دنبال می‌کنند.

## وضعیت جهانی

### روسای جمهور و نخست وزیران
تعداد رهبران زن در سراسر جهان افزایش یافته‌است، اما آنها هنوز نمایانگر گروه کوچکی هستند. در سطوح اجرایی دولت، زنان بیشتر از اینکه رئیس‌جمهور شوند، نخست‌وزیر می‌شوند. بخشی از اختلافات در این راه‌ها برای رسیدن به قدرت این است که نخست وزیران توسط اعضای حزب سیاسی انتخاب می‌شوند در حالی که روسای جمهور توسط مردم انتخاب می‌شوند. در سال ۲۰۱۳ زنان ۸ درصد از کل رهبران ملی و ۲ درصد از کل پست‌های ریاست جمهوری را به خود اختصاص داده‌اند. علاوه بر این، ۷۵ درصد از کل نخست وزیران و روسای جمهور زن در دو دهه گذشته منصب خود را به دست گرفته‌اند. از سال ۱۹۶۰ تا ۲۰۱۵، ۱۰۸ زن در ۷۰ کشور رهبر ملی شده‌اند که بیشتر از نخست وزیران نخست‌وزیر هستند.
مدیران زن منفرد معمولاً دارای سطح بالایی از تحصیلات هستند و ممکن است با خانواده‌های برجسته سیاسی یا طبقه بالا روابط نزدیک داشته باشند. وضعیت عمومی زنان در یک کشور پیش‌بینی نمی‌کند که آیا یک زن به یک مقام اجرایی برسد، زیرا به‌طور متناقضی، مدیران زن به‌طور معمول در کشورهایی که موقعیت اجتماعی زنان عقب‌تر از مردان است، به قدرت رسیده‌اند.
مدتهاست که زنان در کشورهای پیشرفته‌تر برای رسیدن به مقام رئیس‌جمهوری یا نخست‌وزیری تلاش می‌کنند. اسرائیل اولین نخست‌وزیر زن خود را در سال ۱۹۶۹ انتخاب کرد اما دیگر هرگز این کار را نکرده‌است. از طرف دیگر، ایالات متحده هیچ رئیس‌جمهور زنی نداشته‌است.
در سال ۲۰۲۱ استونی اولین کشوری شد که هم رئیس زن منتخب و هم رئیس دولت منتخب داشت.

### پارلمان‌های ملی
نسبت زنان در پارلمان‌های ملی در سرتاسر جهان در حال افزایش است، اما هنوز نسبت پایینی است. از اول آوریل ۲۰۱۹، میانگین جهانی زنان در مجامع ملی ۲۴٫۳ درصد بوده‌است. در همان زمان، اختلافات زیادی بین کشورها وجود دارد، به عنوان مثال سریلانکا در مقایسه با رواندا، کوبا و بولیوی؛ جاهایی که نرخ نمایندگی زنان در بالاترین حد است، میزان مشارکت زنان در پارلمان بسیار کم است. سه کشور از ده کشور برتر در سال ۲۰۱۹ در آمریکای لاتین (بولیوی، کوبا و مکزیک) بوده‌اند و در ۲۰ سال گذشته قاره آمریکا بیشترین تغییر را داشته‌است.
| رتبه | کشور              | مجلس نمایندگان | مجلس سنا |
| ---- | ----------------- | -------------- | -------- |
| ۱    | رواندا            | ۶۱٫۲۵٪         | ۳۸٫۴۶٪   |
| ۲    | مجمع ملی قدرت خلق | ۵۳٫۲۲٪         | –        |
| ۳    | بولیوی            | ۵۳٫۰۸٪         | ۴۷٫۲۲٪   |
| ۴    | امارات متحده عربی | ۵۰٪            | -        |
| ۵    | مکزیک             | ۴۸٫۲٪          | ۴۹٫۲۲٪   |
| ۶    | نیکاراگوئه        | ۴۷٫۲۵٪         | -        |
| ۷    | ریکسداگ           | ۴۶٫۹۹٪         | –        |
| ۸    | گرنادا            | ۴۶٫۶۷٪         | ۳۰٫۷۷٪   |
| ۹    | آندورا            | ۴۶٫۴٪          | –        |
| ۱۰   | آفریقای جنوبی     | ۴۶٫۳۵٪         | ۳۸٫۸۹٪   |
| ۱۱   | فنلاند            | ۴۶٪            | -        |
| ۱۲   | کاستاریکا         | ۴۵٫۶۱٪         | -        |
| ۱۳   | خنرالس            | ۴۴٪            | ۳۹٫۰۲٪   |
| ۱۴   | سنگال             | ۴۳٫۰۳٪         | -        |
| ۱۵   | نامبیا            | ۴۲٫۷۱٪         | ۲۳٫۸۱٪   |
| ۱۶   | سوئیس             | ۴۱٫۵٪          | ۲۶٫۰۹٪   |
| ۱۷   | استورتینگه        | ۴۱٫۴۲٪         | -        |
| ۱۸   | موزامبیک          | ۴۱٫۲٪          | -        |
| ۱۹   | آرژانتین          | ۴۰٫۸۶٪         | ۴۰٫۲۸٪   |
| ۲۰   | نیوزلند           | ۴۰٫۸۳٪         | -        |

## مطالعات موردی

### ایالات متحده
- کیت براون، Governor of Oregon
- کی آیوی، Governor of Alabama
- کیم رینولدز، Governor of Iowa
- گرچن ویتمر، Governor of Michigan

- میشل لوهان گریشام، Governor of New Mexico
- جنت میلز، Governor of Maine
- کریستی نوم، Governor of South Dakota
- Laura Kelly, Governor of Kansas

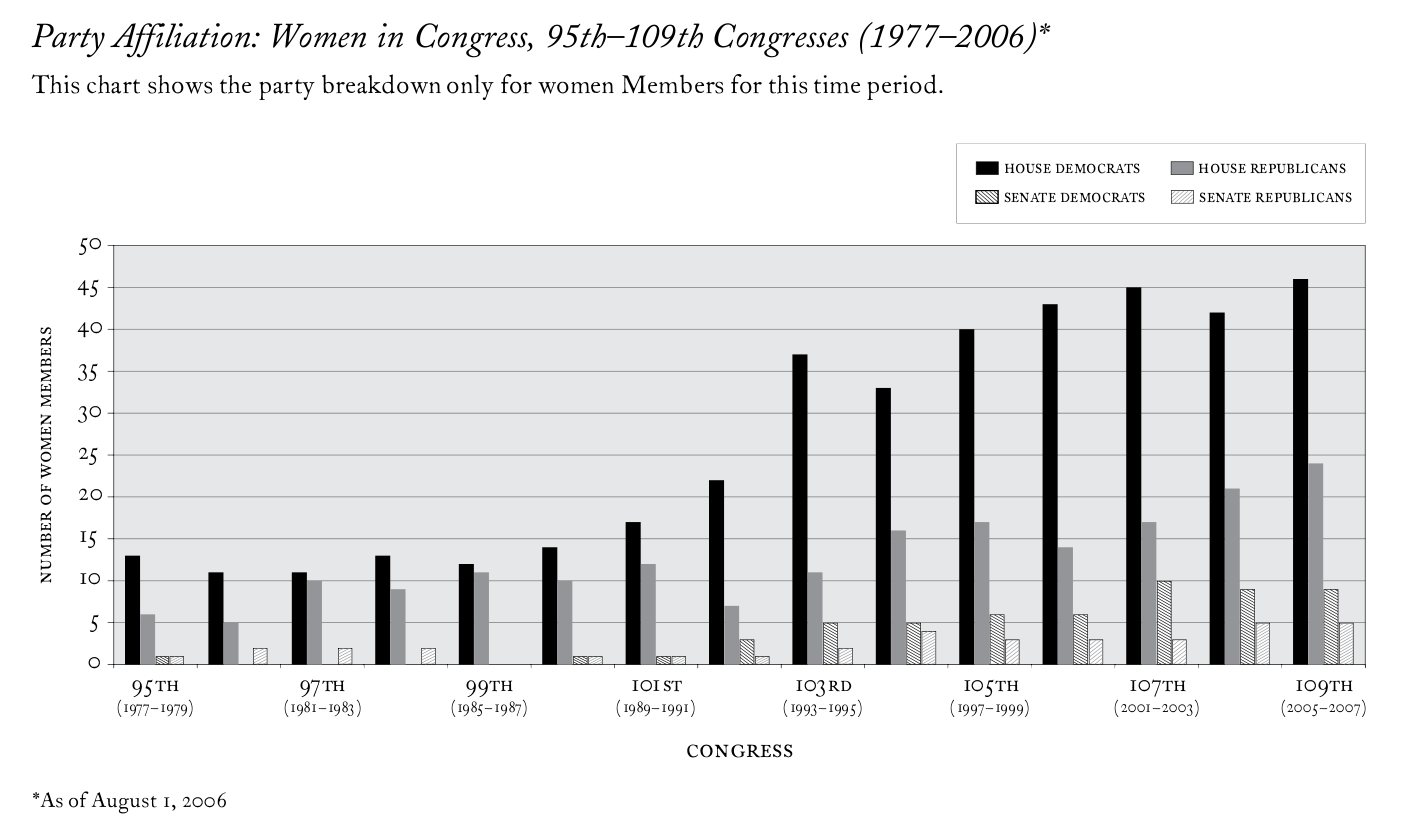
تعداد زنان از سال ۱۹۷۷ تا ۲۰۰۶ در کنگره آمریکا (هم مجلس و هم سنا).

اگرچه تعداد زنان در دولت در ایالات متحده رشد کرده‌است، اما آنها همچنان کمتر از ۲۵٪ از سمت‌های دولتی در سراسر کشور را در اختیار دارند. اشتاینهاور بیان می‌کند که در کنگره، هم در مجلس سنا و هم در مجلس نمایندگان، زنان از نظر تاریخی و در حال حاضر نماینده هستند. هیچ سهمیه جنسیتی سیاسی، اجباری یا داوطلبانه وجود ندارد.

## چالش‌ها
زنان در دستیابی به نمایندگی در حکومت‌داری با موانع زیادی روبرو هستند. مطالعات نشان می‌دهد که یکی از چالش‌های بزرگ تأمین مالی یک کارزار انتخاباتی است. مطالعات نشان می‌دهد که آنها برای دستیابی به همان نتیجه در مقایسه با مردان باید تلاش بیشتری کنند زیرا مردان تمایل دارند حمایت بیشتری از رهبران حزب دریافت کنند.
طبق یک نظرسنجی که بر روی نمونه ای از ۳۶۴۰ صاحب منصب انتخاب شده شهرداری انجام شده‌است، زنان با مشکلاتی از جمله تأمین مالی یک کارزار روبرو می‌شوند زیرا آنها به اندازه مردان توسط رهبران حزب حمایت نمی‌شوند. دو عامل وجود دارد که به این روند کمک می‌کند. اولاً، رهبران احزاب تمایل دارند نامزدهایی شبیه به خودشان را جذب کنند. از آنجا که بیشتر رهبران حزب مرد هستند، آنها معمولاً مردان را به عنوان کاندیداهای اصلی می‌بینند زیرا شباهت‌های آنها بیشتر است. هنگام بحث در مورد عامل دوم، همین مفهوم اعمال می‌شود. استخدام از طریق شبکه‌هایی مانند دارندگان دفاتر سطح پایین یا مشاغل وابسته انجام می‌شود. از آنجا که زنان در این شبکه‌ها کم حضور دارند، طبق آمار، احتمال جذب آنها در مقایسه با مردان کمتر است. به دلیل این چالش‌ها، برخلاف مردان، زنان مجبورند وقت و تلاش خود را صرف ساختن یک سیستم حمایت مالی کنند.
برخی بیان کردند که سیاست «ماتریس سلطه» است که توسط نژاد، طبقه، نوع و جنسیت طراحی شده‌است.

### جامعه
نابرابری جنسیتی در خانواده‌ها، تقسیم نابرابر کار در خانه‌ها و نگرش‌های فرهنگی در مورد نقش‌های جنسیتی زنان را بیشتر مقهور کرده و نمایندگی آنها را در زندگی عمومی محدود می‌کند. جوامعی که بسیار مردسالار هستند، اغلب دارای ساختارهای قدرت محلی هستند که مبارزه با آنها را برای زنان دشوار می‌کند.

## سیاست‌ها
سازمان ملل شش راهی را شناسایی کرده‌است که به موجب آنها مشارکت زنان در سیاست و دولت تقویت می‌شود. این راه‌ها عبارتند از: تساوی فرصت‌های آموزشی، سهمیه‌بندی برای مشارکت زنان در نهادهای حکومتی، اصلاح قانون برای افزایش تمرکز بر روی موضوعات مربوط به زنان و کودکان، بودجه‌های پاسخ دهنده به جنسیت برای تأمین مساوی نیازهای زن و مرد، افزایش حضور آمار تفکیک شده جنسیتی در تحقیقات / داده‌های ملی و پیشبرد حضور و نمایندگی جنبش‌های توانمندسازی زنان مردمی.
ژنوتدل، در روسیه شوروی در دهه ۱۹۲۰ اولین سازمان دولتی بود که با هدف برابری زنان تشکیل شد.